# Подток
Подток (бурятское название Бортой) — деревня (по другим данным — улица деревни Шитхулун) в Баяндаевском районе Иркутской области России. Входит в состав Хоготского муниципального образования. Находится примерно в 46 км к северо-востоку от районного центра. Является самым северным населённым пунктом Баяндаевского района.

## Адрес
Подток чаще всего упоминается как самостоятельная деревня, состоящая из одной улицы Трактовая, на которой находится единственный дом 2, состоящая из одной улицы. Однако иногда населённый пункт рассматривается как улица Подток деревни Шитхулун.

## История
Ранее населённый пункт Подток (Бортой) был довольно крупным бурятским улусом.

## Состояние
На 2013 год единственный постоянный житель деревни — фермер Владимир Самбаров. С ним также проживают двое родственников, работающих в его фермерском хозяйстве. В составе хозяйства Самбарова 150 (по другим данным 205) гектаров земли, 70 голов крупного рогатого скота, пасека.